# Folkeskole

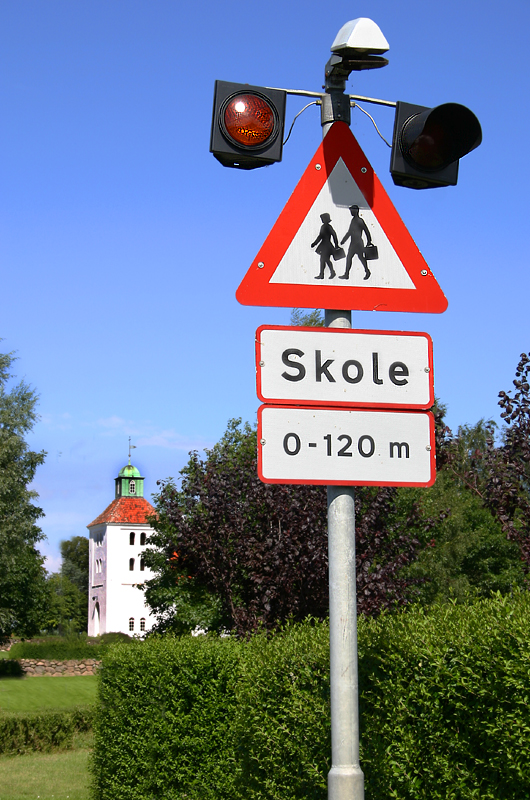
Waarschuwingsbord "school"

De Folkeskole (Volksschool) is een onderdeel van het Deense onderwijssysteem, waar 84% van de Deense leerlingen onderwijs volgt. De overige leerlingen volgen onderwijs op een privéschool (15%) of op een andere locatie, zoals thuis (1%).
Een Folkeskole kent maximaal elf klassen (inclusief klas 0). Omdat men in Denemarken verplicht is om negen jaar onderwijs te volgen, betekent dit dat de meeste Deense leerlingen hun verplichte schooljaren op de Folkeskole doorbrengen.
Het onderwijs op de Folkeskole is, evenals het onderwijs op de meeste andere onderwijsinstellingen in Denemarken, gratis.

## Kort overzicht van het Deens onderwijssysteem
In Denemarken geldt er leerplicht vanaf zes jaar. Kinderen beginnen hun schoolcarrière in klas 0. Van daaruit ga je naar het basisonderwijs en het lager secundair onderwijs, allemaal in dezelfde school. Kinderen blijven dus steeds in dezelfde school tot de 9e of 10e klas. Meer dan 80% van de Deense kinderen gaan naar de Folkeskole, maar er zijn ook andere onderwijsvormen (privé-onderwijs of vrije scholen) die dezelfde kwaliteit van onderwijs garanderen. Thuisonderwijs is ook een mogelijkheid. Na het lager secundair onderwijs moeten leerlingen kiezen tussen een algemene of een beroepsopleiding in het hoger secundair onderwijs. Van daaruit kunnen de leerlingen naar de universiteit gaan om nog verder te studeren.

## Klas 9 en 10
De Folkeskole eindigt voor leerlingen in principe in het negende jaar, maar op de scholen in de grotere steden kunnen leerlingen ervoor kiezen om een tiende jaar te volgen. Ruim 58% van de leerlingen doet dit.
In klas 9 hebben de leerlingen examens en ontvangen ze het ‘Certificaat verlaten van de Folkeskole’. Als een leerling dit certificaat heeft kan hij of zij ervoor kiezen om te gaan werken, om naar klas 10 te gaan, om een technische opleiding te volgen of om naar het gymnasium te gaan. Theoretisch gezien kunnen alle Deense leerlingen (met omwegen) op het gymnasium terechtkomen. Het Deense gymnasium kan vergeleken worden met de bovenbouw van de Nederlandse middelbare school.
Na het voltooien van klas 10 (die optioneel is) krijgen de leerlingen het ‘Gevorderd certificaat verlaten van de Folkeskole’.

## Korte geschiedenis van de Folkeskole
Tot 1903 was er geen centraal georganiseerd schoolsysteem in Denemarken. Onderwijs werd georganiseerd door de kerk, of andere instituties, maar er was geen cohesie tussen de verschillende onderwijstypes. Vanaf 1903 werd het onderwijs meer georganiseerd. De verschillende schooltypes die toen ontstonden waren de Realskole, Gymnasium, middenschool en basisschool.
Vanaf 7 jaar gingen kinderen naar de basisschool. Na 5 of 7 jaar vervolgden ze hun studies in de middenschool. Op 16-jarige leeftijd gingen leerlingen naar de Realskole of het Gymnasium. Realskole legden vooral de nadruk op het ‘echte’ leven, met vakken als wetenschappen, moderne talen, administratie. Gymnasia hadden bijvoorbeeld Latijn en kunst als vakken, en hadden ook veel aandacht voor het spirituele.
In 1937 werd de middenschool opgesplitst in twee scholen: een praktische en een academische school. De praktische school onderscheidde zich van de academische school doordat ze geen examens hadden. Na de academische school konden leerlingen naar het Gymnasium gaan. Enkele jaren later, in 1958, werden de 8ste en 9de klas opgericht, maar deze twee bleven optioneel.
In de jaren zeventig was er veel protest tegen sociale ongelijkheid in de maatschappij. Volgens vele mensen was het schoolsysteem, met de academische en praktische school, een afspiegeling van deze ongelijkheid. Daarom werden de academische en praktische school nu twee richtingen, gelokaliseerd in dezelfde school.
Vanaf 1993 werden alle klassen tussen de 1e en de 9e klas verplicht. De enige twee optionele klassen waren het voorbereidende jaar (klas 0) en de 10e klas.
In 2009 werd er nog een laatste verandering gebracht in het onderwijssysteem. Vanaf dan werd ook het voorbereidende jaar verplicht. Men heeft deze beslissing genomen, om er zeker van te zijn dat leerlingen voldoende Deens spreken vooraleer ze beginnen in de 1e klas.

## Doelstellingen
De doelstellingen van de Folkeskole zijn:
- De Folkeskole moet, in samenwerking met de ouders, leerlingen de kennis en vaardigheden geven die:
  - Hen klaarmaken voor hogere studies en hen een wens geven om meer te leren;
  - Hen vertrouwd maken met de Deense cultuur en geschiedenis; hen inzicht geven in andere landen en culturen;
  - Bijdragen tot hun inzicht in de relatie tussen mensen en de natuur;
  - Bijdragen tot de veelzijdige ontwikkeling van elke student.
- De Folkeskole moet methodes ontwikkelen en een kader creëren dat kansen vormt voor ervaring, diepgaand onderzoek en ruimte laat voor initiatief zodat de leerlingen bewustzijn en verbeelding ontwikkelen en vertrouwen krijgen in hun eigen mogelijkheden en achtergrond zodat ze de zich kunnen inzetten en bereid zijn om actie te nemen.
- De Folkeskole moet de leerlingen voorbereiden zodat ze kunnen participeren, gedeelde verantwoordelijkheid kunnen aan de dag leggen en hun rechten en plichten begrijpen in een vrije en democratische samenleving. De dagelijkse schoolactiviteiten moeten dus plaatsvinden in de sfeer van intellectuele vrijheid, gelijkheid en democratie.

## Organisatie
De Folkeskole wordt op drie niveaus georganiseerd: het nationale niveau, binnen de gemeente en binnen de school zelf. Elk niveau heeft zijn eigen verantwoordelijkheden:
- Het Ministerie van Onderwijs biedt een kader waarin het onderwijs georganiseerd kan worden. Het stelt standaard regels op rond algemene doelstellingen, organisatie, enzovoort.
- De gemeentes moeten ervoor zorgen dat elk kind in hun gemeente gratis toegang heeft tot de Folkeskole. Zij organiseren het onderwijs, binnen het kader van de overheid, en ze kunnen hun eigen bijkomende doelstellingen formuleren.
- Het schoolbestuur bepaalt de vorm van de leerlingenplannen.

## Vakken
In de Folkeskole zijn er drie vakgroepen. Sommige vakken zijn verplicht, andere zijn keuzevakken:
1. Humane wetenschappen (vb. Deens, geschiedenis)
2. Praktische of creatieve vakken (vb. lichamelijke opvoeding, hout- en metaalbewerking)
3. Exacte wetenschappen (vb. wiskunde, chemie)

## Evaluatie
De leerlingen worden op regelmatige basis geëvalueerd om hun niveau van kennis en vaardigheden na te gaan. Deze evaluaties vormen de basis van de begeleiding van elke individuele leerling, het plannen en organiseren van het lesgeven, en het informeren van de ouders. Punten worden enkel gegeven in jaren 8, 9 en 10.

### Leerlingenplannen
Elke leerlingen heeft een geschreven leerlingenplan dat de resultaten van de permanente evaluatie van de vakken en de daarop gebaseerde koers bevat. Ze worden minstens één keer per jaar voorbereid. De ouders ontvangen een exemplaar.

### Nationale testen
Nationale testen zijn het afgelopen decennium geïntroduceerd in de Folkeskole. Ze worden gebruikt om het onderwijs op een grotere schaal te plannen. De testen worden gemaakt op de computer en ze zijn gedifferentieerd; als een vraag correct wordt beantwoord, wordt de volgende vraag wat moeilijker, en omgekeerd. De resultaten en de vragen van de test worden niet vrijgegeven.

### Examens op het einde van de Folkeskole
Op het einde van jaar 9 of 10 moeten (jaar 9) of mogen (jaar 10) de leerlingen deze examens afnemen. Er bestaan standaard regels en de examens worden centraal opgesteld en verbeterd. De leerlingen moeten examens afleggen voor zeven vakken waarvan er vijf verplicht zijn, zoals Deens, en twee geloot worden uit de groep van de humane wetenschappen en de exacte wetenschappen. Elk vak wordt geëvalueerd op zijn eigen waarde; er kan geen gemiddelde gegeven worden en er zijn geen slaag- of faalcriteria.

## Klassengrootte
In Denemarken is de gemiddelde klassengrootte 19,6 leerlingen. De klassen zijn op het platteland kleiner dan in steden als Aarhus, Kopenhagen en Odense.

## Klassensamenstelling
De Deense Folkeskole is wat klassensamenstelling betreft goed te vergelijken met de Nederlandse basisschool. Leerlingen van dezelfde leeftijd komen bij elkaar in de klas, ongeacht intelligentie. In principe verandert de klassensamenstelling op een Folkeskole niet. Er kan niet worden gedoubleerd en er wordt zelden een klas overgeslagen. De klassen krijgen les van een team van drie tot vijf leraren. Meestal is een van die leraren de klassenleraar.

## Subsidie
De Folkeskole ontvangt subsidie van de gemeente (Kommune) waaronder de school valt. Naast de Folkeskole valt ook het volwassenenonderwijs op financieel gebied onder de Kommune.

## Lerarentekort
Denemarken kampt op alle niveaus met een flink lerarentekort, waar ook de Folkeskoler de gevolgen van ondervinden. De gevolgen zijn: meer lesuitval, grotere klassen en minder (volledig) opgeleide docenten voor de klas. Op veel Folkeskoler worden de taken van docenten overgenomen door pedagogen.
CIRIUS is momenteel namens de Deense overheid bezig met het opzetten van een wervingscampagne die docenten uit andere (EU-)landen moet trekken om het lerarentekort terug te dringen.

## Klassen en groepen
De indeling van de klassen is gebaseerd op de leeftijd van de leerlingen, niet op hun niveau. Het lesgeven kan ook plaatsvinden in groepen voor een deel van de tijd. Deze groepen bestaan uit leerlingen binnen hetzelfde niveau of uit verschillende niveaus. De groepen kunnen bestaan uit leerlingen uit verschillende klassen. Zittenblijven is een zo goed als onbekend fenomeen in de Folkeskolen.

## Samenwerking school omgeving – thuisomgeving
Samenwerking tussen de Folkeskole en de ouders is zeer belangrijk. De ouderavonden informeren de ouders over de vooruitgang van de leerlingen (zowel de persoonlijke/sociale vooruitgang als de academische vooruitgang). Deze ouderavonden komen minstens 2x per jaar voor. Er wordt ook een oudervergadering georganiseerd voor alle ouders van de leerlingen in dezelfde klas. Hier worden algemene klasregels voor de leerlingen besproken. Elke onafhankelijke school heeft ook een schoolbestuur. Dit schoolbestuur bestaat uit 5-7 ouders wier kinderen ingeschreven zijn op deze school. Ook studenten zijn een deel van dit schoolbestuur, evenals enkele leerkrachten.

## Inclusief onderwijs en buitengewoon onderwijs
Leerlingen die buitengewoon onderwijs nodig hebben blijven zo lang mogelijk les volgen in een normale school. Zij kunnen wel extra lessen krijgen in een of meerdere vakken. Deze leerlingen kunnen les krijgen in een 'buitengewoon onderwijs'-klas in een normale school of in een school gespecialiseerd in buitengewoon onderwijs. Buitengewoon onderwijs bevat onder andere gedifferentieerd lesgeven, therapie, technische hulp en persoonlijke hulp. Ongeveer 10.500 studenten in Denemarken ontvangen uitgebreid buitengewoon onderwijs.

## Meertalige leerlingen
De plaatselijke autoriteiten bieden taalstimulatielessen aan meertalige leerlingen in Denemarken aan.
- Meertalige leerlingen die niet naar een kinderdagverblijf gaan: Deze leerlingen mogen deelnemen aan 15 uur taalsimulatie activiteiten per week.
- Meertalige leerlingen die wel naar een kinderdagverblijf gaan: De duur van de training wordt bepaald door een expert.
- Meertalige kinderen in lager en lager secundair onderwijs: Deze leerlingen krijgen extra taallessen waarbij ze de Deense taal als een tweede taal leren. Dit wordt bepaald door de schooldirecteur.

## Schoolbibliotheken en ‘teacher resource centres’

### Schoolbibliotheken
Elke onafhankelijke school heeft een schoolbibliotheek. Dit is een plaats voor sociale ontmoetingen, maar ook voor leeractiviteiten voor zowel leerlingen als leerkrachten. De schoolbibliotheek biedt boeken aan om zo de leerlingen te stimuleren meer te lezen. Ze bieden ook educatief materiaal en leermateriaal aan dat de leerkrachten kunnen gebruiken tijdens het lesgeven.

### Teacher resource centres
Elke regio in Denemarken heeft ook een eigen ‘teachers resource centre’. Hun functies zijn onder andere:
- Het uitlenen van boeken en leermaterialen.
- Technische hulp bieden aan leerkrachten die bezig zijn met het ontwerpen van hun eigen materiaal.
- Organiseren van media workshops.

## Enkele cijfers (van 2005)
- Er zijn 1605 gemeentelijke scholen in Denemarken.
- In totaal zijn er bijna 600.000 leerlingen die les volgen aan de Folkeskole. Dit is ongeveer 85% van alle studenten in Denemarken.
- Er zijn ongeveer 51.000 leerkrachten in Denemarken.